# Ildegarda Taffra
Ildegarda Taffra (Tarvisio, 30 giugno 1934 – Trieste, 7 dicembre 2020) è stata una fondista italiana.

## Biografia
Nata a Tarvisio, in provincia di Udine, nel 1934, a 17 anni partecipò ai Giochi olimpici di Oslo 1952, nei 10 km, prima fondista di sempre ad un'Olimpiade, insieme a Fides Romanin, senza però riuscire a terminare la gara.
Per sei anni consecutivi, dal 1951 al 1956, fu campionessa italiana sui 10 chilometri.
Nel 1954 prese parte ai Mondiali di Falun, in Svezia, arrivando sesta nella staffetta 3x5 km, insieme a Rita Bottero e Fides Romanin. Nell'occasione fu anche portabandiera azzurra.
Due anni dopo partecipò di nuovo ai Giochi olimpici, quelli di Cortina d'Ampezzo 1956, stavolta in due gare, sia la 10 km che la staffetta 3x5 km. Nella gara individuale si classificò ventitreesima con il tempo di 42'51, prima delle quattro italiane in gara, mentre nella staffetta finì ottava con il tempo totale di 1h16'11" (era in squadra con la Bottero e la Romanin).
Terminò la carriera a soli 22 anni, nel 1956, proprio dopo i suoi secondi Giochi.
Ildegarda Taffra è morta a 86 anni il 7 dicembre 2020, per complicazioni da COVID-19, nella sua città di residenza, Trieste. Era vedova dal 2017 e aveva due figli, Giulia ed Enrico.  

## Palmarès

### Campionati italiani
- 6 medaglie:
  - 6 ori (10 km tecnica classica nel 1951, 10 km tecnica classica nel 1952, 10 km tecnica classica nel 1953, 10 km tecnica classica nel 1954, 10 km tecnica classica nel 1955, 10 km tecnica classica nel 1956)